# 3825-ös busz
A 3825-ös jelzésű autóbuszvonal egy Hidasnémeti és VIlmány között húzódó helyközi vonal, amelyet a Volánbusz Zrt. üzemeltet munka- és szabadnapokon, Gönc, Göncruszka és Hejce érintésével.

## Útvonala
Hidasnémeti vasútállomásától indul. A 3-as főútra kanyarodik, Miskolc felé kezd haladni. Nem sokkal később a 3808-as mellékúton megy tovább, keresztezi a Hernádot. Első település a környék egyik kicsi városa, Gönc. Egyetlen munkanapi páron kívül itt végállomásoznak a járatok, mind betér a városházához. Délnyugati irányban robog tovább, Göncruszka következik, majd a szomszédos Vilmányon a vonal végéhez is ér.
Ellentétes irányban Hejce zsákfaluba is kitér, ezen kívül útvonala változatlan.

## Közlekedése
Indításszáma alacsony, a délutáni órákban indul egy-kettő. Gyakori az azonos útvonalon közlekedés más vonalak részéről (3723, 3824, 3826, 3929), Hidasnémetin Miskolc felé és felől vasúti csatlakozás biztosított.
| Viszonylat                       | Indításszám | Közlekedési rend |
| -------------------------------- | ----------- | ---------------- |
| Hidasnémeti, vá. – Gönc, vh.     | 1 pár       | munkanapokon     |
| Hidasnémeti, vá. – Gönc, vh.     | 1 pár       | szabadnapokon    |
| Hidasnémeti, vá. – Vilmány, isk. | 1 pár       | munkanapokon     |

## Megállóhelyei
| 0                              | Hidasnémeti, vasútállomás végállomás   | 0.0 km  | 3723, 3822, 3823, 3824, 3826, 3929 Hernád nemzetközi InterCity, személyvonat, vonatpótló – Hidasnémeti [90/98.] |
| 1                              | Hidasnémeti, vasútállomás bejárati út  | 0.4 km  | 3723, 3823, 3824, 3826, 3929                                                                                    |
| 2                              | Hidasnémeti, takarékszövetkezet        | 1.2 km  | 3723, 3822, 3824, 3826, 3929                                                                                    |
| 3                              | Zsujtai elágazás                       | 4.6 km  | 3723, 3824, 3826, 3929                                                                                          |
| 4                              | Gönci elágazás                         | 5.2 km  | 3723, 3824, 3826, 3929                                                                                          |
| 5                              | Gönc, sporttelep                       | 6.0 km  | 3723, 3824, 3826, 3929                                                                                          |
| 6                              | Gönc, városháza vonalközi végállomás   | 6.7 km  | 3723, 3824, 3826, 3929                                                                                          |
| 7                              | Gönc, sporttelep                       | 7.4 km  | 3723, 3824, 3826, 3929                                                                                          |
| 8                              | Gönci elágazás                         | 8.2 km  | 3723, 3824, 3826, 3929                                                                                          |
| 9                              | Gönc, fatelep                          | 8.8 km  | 3723, 3824, 3929 vonatpótló – Gönc [98.]                                                                        |
| 10                             | Göncruszka, iskola                     | 11.5 km | 3723, 3824, 3929                                                                                                |
| 11                             | Göncruszka, vegyesbolt                 | 12.1 km | 3723, 3824, 3929                                                                                                |
| 12                             | Vilmány, hejcei elágazás               | 14.9 km | 3723, 3804, 3824                                                                                                |
| Munkanapokon 1 indítás érinti. |                                        |         | |
| ∫                              | Hejce-Vilmány vasútállomás bejárati út | ∫       | 3723 vonatpótló – Hejce-Vilmány [98.]                                                                           |
| ∫                              | Hejce, községháza                      | ∫       | 3723, 3804, 3824                                                                                                |
| ∫                              | Hejce-Vilmány vasútállomás bejárati út | ∫       | 3723 vonatpótló – Hejce-Vilmány [98.]                                                                           |
| 12                             | Vilmány, hejcei elágazás               | 14.9 km | 3723, 3804, 3824                                                                                                |
| 13                             | Vilmány, iskola végállomás             | 15.5 km | 3723, 3804, 3821, 3824                                                                                          |